# Jurien-Insel
Die Jurien-Insel (französisch Île Jurien, in Chile Islote Dumoulin) ist eine kleine Insel im Palmer-Archipel vor der Westküste der Antarktischen Halbinsel. Sie liegt nördlich des Kap Leguillou, der Nordspitze von Tower Island.
Teilnehmer der Dritten Französischen Antarktisexpedition (1837–1840) unter der Leitung des Polarforschers Jules Dumont d’Urville kartierten sie erstmals. D’Urville benannte sie am 4. März 1838 nach dem französischen Vizeadmiral Pierre Roch Jurien de La Gravière (1772–1849), damaliger Kommandeur des Militärhafens Toulon. Die chilenische Benennung geht auf eine Namenskonfusion mit den benachbarten Dumoulin Rocks zurück.